# مارك هوبسون
مارك هوبسون (بالإنجليزية: Mark Hobson)‏ هو قاتل فترة بريطاني، ولد في 2 سبتمبر 1969 في ويكفيلد في المملكة المتحدة.